# Pio IV.
Pio IV., lat. Pius PP. IV. (Milano, 31. ožujka 1499. – Rim, 9. prosinca 1565.), rođen kao Giovanni Angelo de´ Medici, 224. poglavar Katoličke Crkve, papa od 25. prosinca 1559. do smrti 1565. godine.

## Raniji život
Giovanni Angelo de´ Medici rodio se 31. ožujka 1499. u Milanu, kao drugo od jedanaestero djece Bernardina de´ Medicija, uglednog milanskog patricija i javnog bilježnika i majke Clelije Serbelloni. Vladajuća firentinska obitelj Medici tvrdila je da nemaju nikakvih rodbinskih veza s njegovom obitelji, sve dok Giovanni Angelo nije došao na papinsko prijestolje. Giovanni i njegov stariji brat Giangiacomo napredovali su u karijeri ali različitim putovima. Giangiacomo je postao uspješan vojnik. Zapovijedao je carskim trupama koje su osvojile Sijenu, i nakon pustolovne karijere dobio je od cara Karla V. (1519. – 1556.) titulu markiza od Marignana. Kao što je njegov brat bio uspješan s mačem, Giovanni Angelo je bio uspješan u učenju. Studirao je filozofiju, medicinu i prvo u Paviji, a zatim u Bologni, gdje je 11. svibnja 1525. godine doktorirao pravo. U svojoj dvadeset osmoj godini odlučio je potražiti sreću u Rimu. U Vječni grad stigao je 26. prosinca 1527. godine. Od pape Klementa VII. (1523. – 1534.)  dobio je službu protonotara, a svojom inteligencijom, sposobnošću i pouzdanošću stekao je povjerenje i pape Pavla III. (1534. – 1549.), koji mu je povjerio posao guvernera u više gradova Papinske Države. Godine 1545. Pavao III. ga imenuje nadbiskupom Dubrovnika (tada je nosio latinski naziv Respublica Ragusiana), te je vjerojatno tom prilikom (o čemu nema zapisa) i posvećen za svećenika.  U posljednjoj godini svoje vladavine papa Pavao III. imenuje ga kardinalom 8. travnja 1549. godine. Papa Julije III. (1550. – 1555.) postavio ga je za legata u Romagnu i zapovjednika papinskih trupa, te ga premješta iz Dubrovnika za biskupa Cassana all´ Iono u Kalabriji.  Sljedeći papa Pavao IV. (1555. – 1559.), koji je slijedio nakon vrlo kratkog pontifikata pape Marcela II. (1555.), premješta ga 1556. iz Cassane all´ Iono u biskupiju Foligno u Umbriji. U siječnju 1558. postaje kamerlengo Kardinalskog zbora, ali ubrzo pada u nemilost kod pape Pavla IV., te napušta Rim i povlači se u rodnu Lombardiju.

## Izbor za papu
Papa Pavao IV. umro je u 83. godini 18. kolovoza 1559. godine. Konklave koje su uslijedile bile su najduže konklave u 16. stoljeću, prvenstveno zbog uplitanja europskih vladara, kao i trojice kardinala okupljenih u konklavi, koji su bili nećaci pape Pavla IV. Među njima je najutjecajniji bio Carlo Carafa, dok su druga dvojica bili Diomede Carafa i Alfonso Carafa. Po uzoru na papu Aleksandra VI. (1492. – 1503.), koji je pripadao obitelji Borgia, i papa Pavao IV. je pokušao prigrabiti moć za svoje nećake i obitelj Carafa. Nećaci pape Pavla IV. vladali su na vrlo brutalan način i zloupotrijebili svoju moć do te mjere da je 1559. godine Papa bio prisiljen intervenirati, kako bi ih obuzdao. Pavao IV. je bio strogo pravovjeran, netolerantan i autoritativan, pa su nakon njegove smrti u Rimu izbili spontani neredi. Konklava je započela 5. rujna 1559. godine s prisutnih 40 od 56 kardinala. Iskoristivši činjenicu da francuski kardinali još nisu stigli u Rim, španjolska je frakcija pokušala aklamacijom izabrati kardinala Rodolfa Pio di Carpija, ali taj je pokušaj propao. Većina kardinala je tražila da bude izabran onaj kandidat koji će nastaviti s reformom Crkve i kurije, te provesti odluke Tridentskog koncila, promičući mir među kršćanskim vladarima. Potkraj rujna u Rim je stiglo još sedam kardinala. Nekoliko tjedana glasovanje je prolazilo bez ikakvih rezultata, a većinu glasova su dobivali „sporedni“ kandidati. Do 16. prosinca održano je 68 neuspješnih glasovanja. Bližilo se vrijeme božićnih blagdana i kardinali su bili zabrinuti za ishod glasovanja. To je dovelo do toga da su čelnici triju frakcija (vladarskih obitelji Valois, Habsburg i kardinali okupljeni oko nećaka pape Pavla IV.) postigli kompromis. Na sastanku 22. prosinca dogovorili su se da izaberu kandidata prihvatljivog za sve tri strane. Navečer 25. prosinca, 44 kardinala okupljena u Sikstinskoj kapeli aklamacijom su izabrali za papu kardinala Giovannija Angela Medicija. Kardinali su, međutim, pitali Medicija da li se slaže da se glasovanje održi sljedeći dan (26. prosinca). Kardinal Medici je pristao pod uvjetom da se aklamacija održana te večeri smatra kanonski valjanom. Sljedećeg jutra, 26. prosinca održano je glasovanje, kojim je potvrđen izbor kardinala Medicija. Odabrao si je ime Pio IV.

## Ponitifikat
Njegov prvi potez bila je amnestija za one koji su bili u nemilosti njegovog prethodnika. Za nećake pape Pavla IV. nije imao milosti.  Pod pritiskom javnog mnijenja dao je uhititi kardinale Carla i Alfonsa Carafu 1560. godine (Diomed je umro nedugo nakon konklave). Carla je dao pogubiti 1561., dok je Alfonsa pomilovao nakon godinu dana zatvora. Njegov nasljednik papa Pio V. (1566. – 1572.) kaznu je proglasio nepravednom, te ju je poništio. Pio IV. je svu svoju pozornost posvetio nastavku Tridentskog koncila, te nije skrivao zadovoljstvo kada je Koncil zaključen 4. prosinca 1563. godine, kao i odlukama koje je usvojio.  Koncil je donio važne zaključke: prekid daljnjih rasprava s protestantima, suzbijanje hugenotstva u Francuskoj, o pitanju euharistije i misne žrtve, o svećenstvu, o valjanosti braka, o čistilištu, oprostu, štovanju slika i relikvija. Svi ti zaključci se nalaze u buli Benedictus Deus. Imenovanje svog nećaka Carla Borromejskog (1538. – 1584.) za kardinala pokazalo se izvanrednim potezom. Postao mu je glavni savjetnik za pitanja reforme, te na njegov poticaj Papa reformira rad Svete rote (Sacra rota – najviši sud u Katoličkoj Crkvi), daje sastaviti katekizam i obnoviti Misal i Brevijar. Nekoliko godina koje su mu ostale nakon zatvaranja Koncila bile su posvećene prijeko potrebnim poboljšanjima u Rimu i Papinskoj Državi, što nije bilo moguće obaviti bez nametanja dodatnih poreza. Pio IV. je donirao stotine tisuća škuda za potporu rata protiv Turaka u Ugarskoj. Blagost Pija IV. u postupanju s osumnjičenicima za herezu, bila je toliko različita od strogoće njegovog prethodnika, što je navelo mnoge da posumnjaju u njegovu vlastitu ortodoksnost. Krajem 1564. godine na Papu je pokušan atentat, a urotnici su bili grofovi Antonio Canossa i Taddeo Manfredi, te Benedetto Accolti, (vanbračni sin kardinala Pietra Accoltija). Urota je otkrivena i učesnici su uhićeni, te im je suđeno. Grof Canossa i Antonio Accolti su pogubljeni. Ono što nisu uradili urotnici, učinila je rimska groznica. Papa Pio IV. umro je od malarije 9. prosinca 1565. godine, a uz njegovu postelju su bili sadašnji sveci, sv. Filip Neri i sv. Karlo Boromejski. Pokopan je prvo u Svetom Petru, ali 4. lipnja 1583. njegovi su posmrtni ostaci preneseni u Michelangelovu Baziliku sv. Marije od Anđela i mučenika (Basilica di Santa Maria degli Angeli e dei Martiri), jednu od Pijevih najveličanstvenijih građevina. Za Pija IV. kažu da je griješio, no tko nije? Ali greške su bile neznatne u usporedbi s njegovim mnogim vrlinama.
Pape Pija IV. spomenuo se i papa Ivan Pavao II. (1978. – 2005.), prilikom posjeta Dubrovniku 2003. godine i njegove službe nadbiskupa u tom gradu.